# Lim Ju-eun
Lim Ju-eun (Hangul: 임주은; Ulsan, Corea del Sur; 7 de enero de 1988) es una actriz surcoreana.

## Carrera
Conocida por su papel en el thriller de terror Soul (también conocido como Hon), el drama musical universitario What's Up, y la peculiar rom-com Wild Romance.
En septiembre de 2018 firmó un contrato con la agencia Hunus Entertainment.

## Filmografía

### Series de televisión
| Año     | Título                   | Rol               | Red       | Ref.   |
| ------- | ------------------------ | ----------------- | --------- | ------ |
| 2006    | Drama City "Pokhara"     |                   | KBS2      |        |
| 2007    | Merry Mary               | Lee Ah-moon       | MBC       |        |
| 2009    | Soul                     | Yoon Ha-na        | MBC       |        |
| 2011    | What's Up                | Oh Doo-ri         | MBN       |        |
| 2012    | Wild Romance             | Kim Dong-ah       | KBS2      |        |
| 2012    | Arang and the Magistrate | Mu-yeon (cameo)   | MBC       | [ 8 ]  |
| 2013    | The Heirs                | Jeon Hyun-joo     | SBS       | [ 9 ]  |
| 2014    | Empress Ki               | Bayan Khutugh     | MBC       | [ 10 ] |
| 2014    | Endless Love             | Kyung-hwa (cameo) | SBS       | [ 11 ] |
| 2016    | Uncontrollably Fond      | Yoon Jeong-eun    | KBS       | [ 12 ] |
| 2017    | Bad Thief, Good Thief    | Yoon Hwa-young    | MBC       | [ 13 ] |
| 2020    | Lies of Lies             | Eun Se-mi         | Channel A | [ 14 ] |
| 2023-24 | Live Your Own Life       | Choi Sook-yung    | KBS2      | [ 15 ] |

### Cine
| Año  | Título                 | Rol        | Notas        |
| ---- | ---------------------- | ---------- | ------------ |
| 2005 | Wuthering Heights      |            |              |
| 2006 | Baek Rim               |            | cortometraje |
| 2007 | A Nymph of a Lamp      | Soo-jung   |              |
| 2007 | Are You Crazy or Not?! | Lee Ji-hye |              |
| 2015 | Don't Forget Me        | Bo-young   |              |

### Programas de variedades
| Año  | Título                                  | Red | Notas                                                                            |
| ---- | --------------------------------------- | --- | -------------------------------------------------------------------------------- |
| 2006 | King Saturday "Youth Investigates Life" | MBC |                                                                                  |
| 2017 | Living Together in Empty Room           | MBC | miembro del elenco junto a Yoon Doo-joon de HIGHLIGHT y DinDin (Episodios 20–22) |
| 2018 | King of Mask Singer                     | MBC | concursó como "Princess Fiona" (ep. #181)                                        |

### Vídeos musicales
| Año  | Título de la canción | Artista        |
| ---- | -------------------- | -------------- |
| 2009 | "Ghost"              | Yangpa         |
| 2009 | "Lies (Ballad ver.)" | T-ara          |
| 2010 | "Can't Forget"       | Kim Jong-kook  |
| 2012 | "Day by Day 2012"    | As One         |
| 2014 | "You You You"        | Fly to the Sky |

## Premios y nominaciones
| Año  | Premio                            | Categoría               | Nominación    | Resultado |
| ---- | --------------------------------- | ----------------------- | ------------- | --------- |
| 2004 | KTF Bigi Big Nationwide Auditions | Medalla De Oro          | [NA]: {{{1}}} | Ganadora  |
| 2009 | MBC Drama Awards                  | Mejor Actriz Revelación | Alma          | Ganadora  |